# Rugby Club Valencia
El Rugby Club Valencia, conocido como Valencia Rugby, es una entidad deportiva de la ciudad de Valencia (España), fundada en 1966. Actualmente milita en la División de Honor B. 
En la temporada 2019/2020 el Club cuenta con más de 550 licencias federativas, siendo el club de rugby con mayor número de licencias de la Comunidad Valenciana.
Durante la década de los años 80, el equipo sénior masculino de rugby fue uno de los más importantes de la liga española, consiguiendo el título de Campeón de la División de Honor en la temporada 82/83. Asimismo, fue Subcampeón de la Copa del Rey en 1979 y 1986.
El Equipo Sénior Masculino actualmente milita en la segunda categoría del rugby nacional, conocida como División de Honor B.
El Equipo Sénior Femenino disputa la Primera División del Campeonato Territorial Femenino de Rugby.
En la modalidad de Rugby 7, el Valencia Rugby Femenino participa en la Copa de la Reina desde su creación, máxima competición a nivel nacional de esta modalidad olímpica.
La escuela del Valencia Rugby cuenta con más de 400 jugadores y 24 equipos. En estos equipos practican rugby niños y niñas desde los 4 años.
Los principales Patrocinadores actuales del Rugby Club Valencia son la Fundación Trinidad Alfonso, CHL, TEIKA, MAPUBLI y VEINTIMILLA

## Palmarés
El Valencia Rugby ha disputado 22 temporadas en División de Honor, consiguiendo 1 título de campeón en la edición 1982/83. Además ha sido subcampeón de la Copa del Rey en dos ocasiones, en los años 1979 y 1986.
Actualmente, el VALENCIA RUGBY ostenta el 8.º PUESTO en la Clasificación Histórica de DIVISIÓN DE HONOR ESPAÑOLA
Posiciones del VALENCIA RUGBY en las competiciones nacionales desde el año 1970, cuando se creó la Liga Nacional
1970- REGIONAL
1971- REGIONAL
1972- REGIONAL
1973- REGIONAL
1974- REGIONAL
1975- PRIMERA NACIONAL: 2.º
1976- PRIMERA NACIONAL: 1.º
1977- PRIMERA NACIONAL: 2.º y PRIMER ASCENSO A DIVISIÓN DE HONOR
1978- DIVISIÓN DE HONOR: 6.º
1979- DIVISIÓN DE HONOR
SUBCAMPEÓN DE LA COPA DEL REY
1980- DIVISIÓN DE HONOR: 3.º
1981- DIVISIÓN DE HONOR: 3.º
1982- DIVISIÓN DE HONOR: X
1983: DIVISIÓN DE HONOR: CAMPEÓN DE LIGA
1984- DIVISIÓN DE HONOR: 6.º
1985- DIVISIÓN DE HONOR: 6.º
1986- DIVISIÓN DE HONOR: 8.º
SUBCAMPEÓN DE LA COPA DEL REY
1987- DIVISIÓN DE HONOR: 3.º
1988- DIVISIÓN DE HONOR: 5.º
1989- DIVISIÓN DE HONOR: 9.º
1990- DIVISIÓN DE HONOR: 6.º
1991- DIVISIÓN DE HONOR: 8.º
1992- DIVISIÓN DE HONOR: 11.º
1993- PRIMERA NACIONAL: 1.º Y ASCENSO A DIVISIÓN DE HONOR
1994- DIVISIÓN DE HONOR: 11.º
1995- PRIMERA NACIONAL: 1.º Y ASCENSO A DIVISIÓN DE HONOR
1996- DIVISIÓN DE HONOR: 8.º
1997- DIVISIÓN DE HONOR: 9.º
1998- DIVISIÓN DE HONOR: 9.º
1999- DIVISIÓN DE HONOR: 12.º
2000- DIVISIÓN DE HONOR B: 4.º
2001- DIVISIÓN DE HONOR B: 8.º
2002- DIVISIÓN DE HONOR B: 1.º Y ASCENSO A DIVISIÓN DE HONOR
2003- DIVISIÓN DE HONOR: 7.º
2004- DIVISIÓN DE HONOR: 10.º
2005- DIVISIÓN DE HONOR B: 3.º
2006- DIVISIÓN DE HONOR B: 6.º
2007- DIVISIÓN DE HONOR B: 8.º
2008- PRIMERA NACIONAL: 8.º
2009- PRIMERA TERRITORIAL
2010- PRIMERA NACIONAL: 8.º
2011- PRIMERA NACIONAL: 7.º
2012- PRIMERA TERRITORIAL
2013- PRIMERA NACIONAL: 1.º Y ASCENSO A DIVISIÓN DE HONOR B
2014- DIVISIÓN DE HONOR B: 5.º
2015- DIVISIÓN DE HONOR B: 7.º
2016-  DIVISIÓN DE HONOR B: 5.º
2017 DIVISIÓN DE HONOR B: 5.º
2018 DIVISIÓN DE HONOR B: 11.º
2019/2020 DIVISIÓN DE HONOR B: 9.º a falta de una jornada
La actual División de Honor comenzó a disputarse en 1970. La División de Honor B existe desde la temporada 1998-99. Anteriormente la Primera Nacional era la 2.ª División del rugby español. La Primera División Nacional existe desde la temporada 1972-73. Nació como el 2.º nivel del rugby español, y desde la temporada 1998-99 es el 3.º.